# Église évangélique de la Pélisserie
L'Église évangélique de la Pélisserie est l'une des plus anciennes communautés évangéliques des cantons romands. Issue de la mouvance du Réveil, dont Genève a été le point de départ, son lieu de culte se situe au cœur de la vieille-ville de Genève, sur la rue de la Pélisserie. 

## Histoire
Inaugurée le 24 mars 1839, la chapelle de la Pélisserie a été déclarée monument classé, à titre historique et esthétique, par arrêté du Conseil d'État du 13 mai 1992. Ce bâtiment, construit par l'architecte Jacques-Louis Brocher, est caractérisé par son style ogival Tudor : la façade principale possède deux baies « Tudor » alors que la charpente apparente est également de style ogival. L'édifice constitue l'un des premiers édifices néogothiques de la ville. Le travail de restauration mené pendant presque deux ans et demi (2003-2006) a permis de rendre à celui-ci sa beauté et son éclat. 
L'orgue est vraisemblablement un orgue de Walpen des années 1820-1830 qui fait partie du patrimoine musical genevois. 